# Depresie

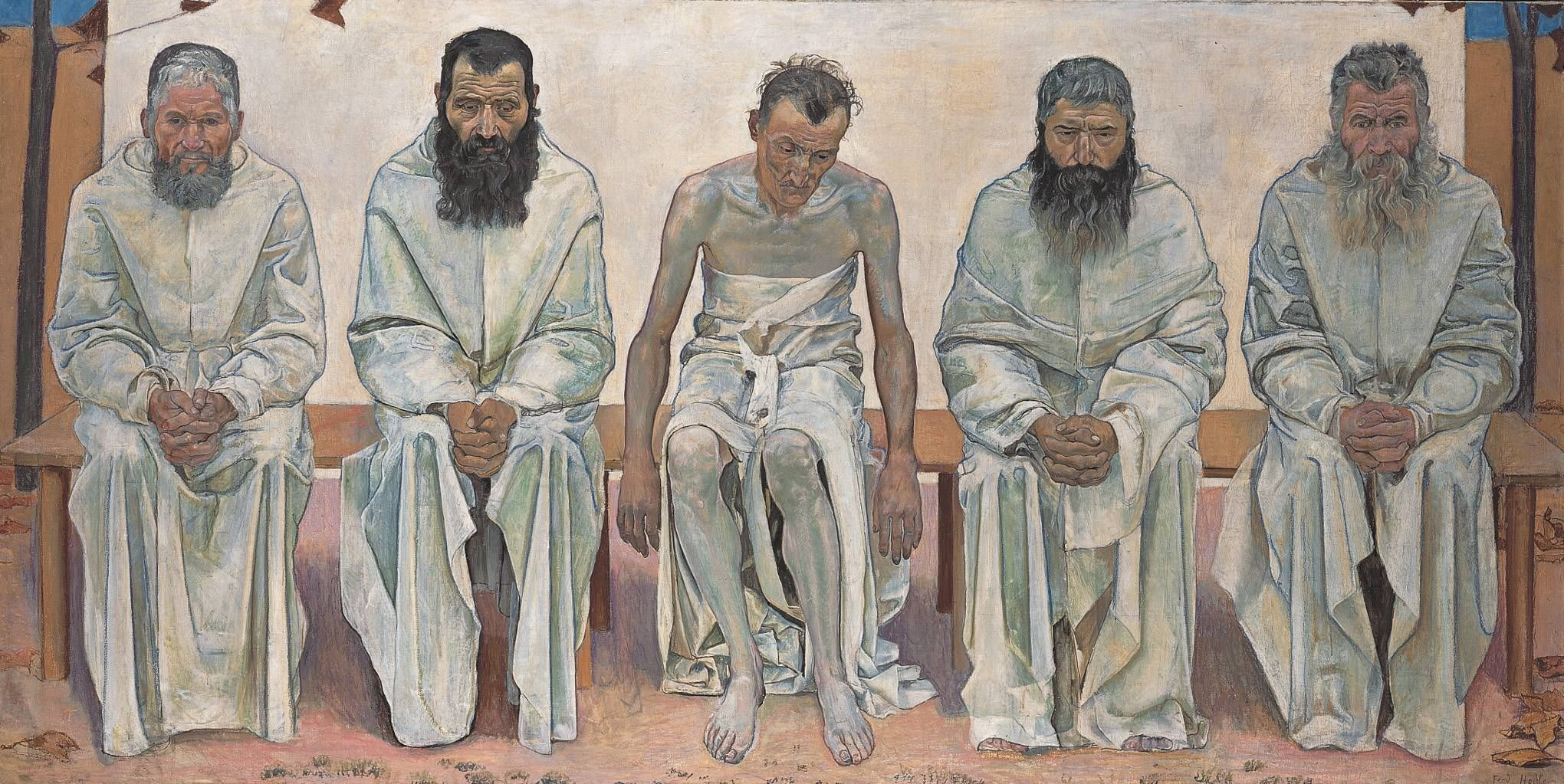
Pictură de Ferdinand Hodler (1892).

Depresia clinică sau depresia majoră este o tulburare afectivă caracterizată de cel puțin două săptămâni de dispoziție scăzută prezentă în majoritatea situațiilor. Adesea este însoțită de stimă de sine scăzută, pierderea interesului pentru activități plăcute în mod normal, energie redusă și durere emoțională fără o cauză clară.
Simptomele care durează mai mult de două săptămâni și cu o severitate care împiedică desfășurarea normală a activităților zilnice indică prezența episodului depresiv major.
Se presupune că doar o mică parte din cei care suferă de depresie ajung să conștientizeze această afecțiune și să se supună tratamentului corespunzător. Motivele sunt frica de stigmatizare socială, orgoliul personal și ignoranța. Statisticile OMS arată că în România 5% din populația generală suferă de depresie.
Spre deosebire de credința populară, chiar și cazurile de depresie severă pot fi tratate medical și vindecate.
Se estimează că în anul 2021 depresia va deveni a doua cauză de dizabilitate la nivel mondial, după afecțiunile cardiovasculare. În prezent, boala afectează aproximativ 121 milioane de oameni pe glob. În România, a fost depistată o creștere semnificativă a episodului depresiv major odată cu vârsta, de la 2,1% – 2,6% (18-49 ani) la 4,4% – 5,2 % (peste 50 de ani) cu un ritm de creștere de 1,2 puncte procentuale pentru fiecare grupă de vârstă (50-64 ani și peste 65 de ani).

## Semne și simptome

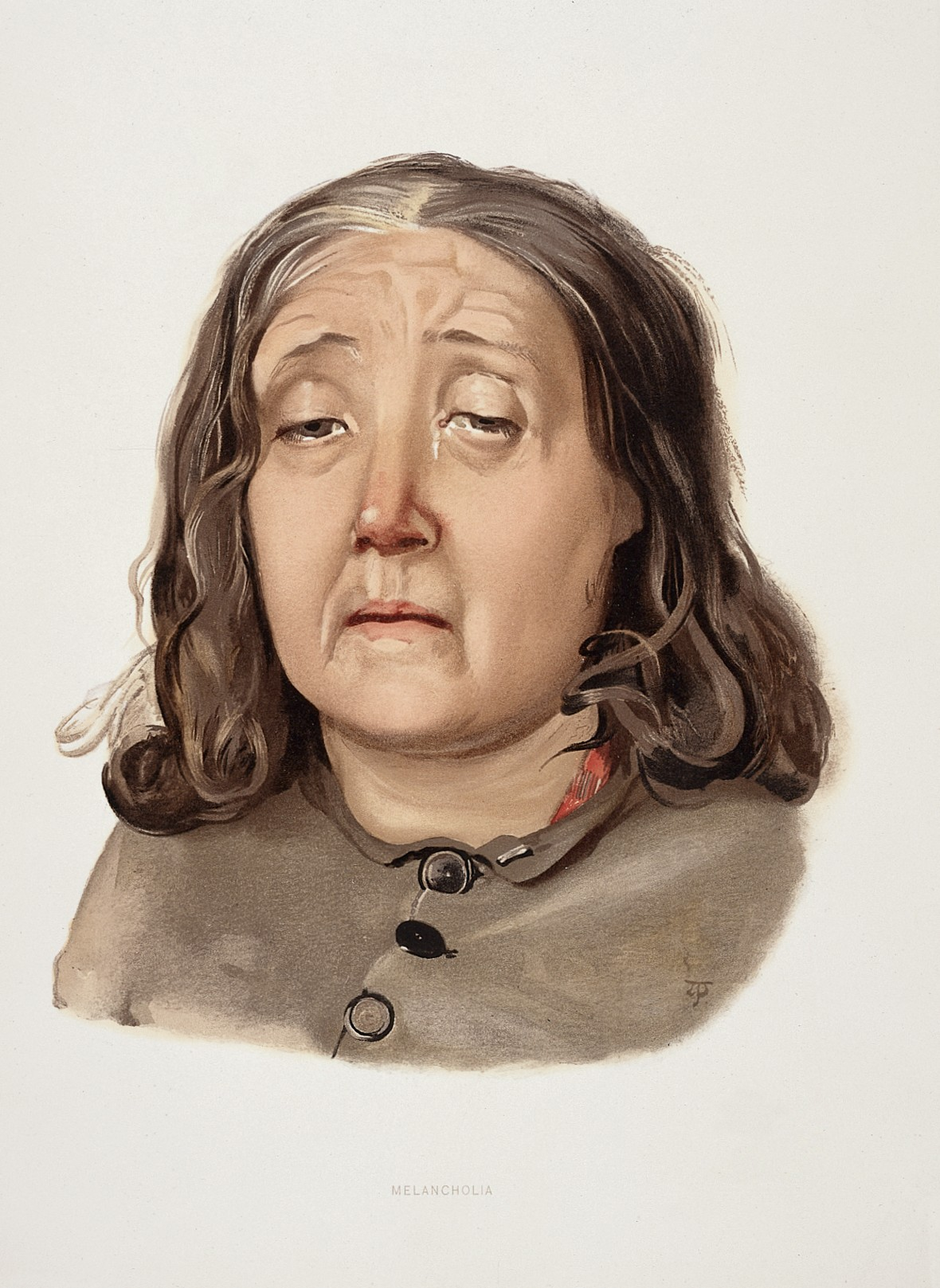
Litografie din 1892 înfățișând o femeie diagnosticată cu depresie

Depresia majoră afectează semnificativ familia și relațiile personale ale persoanei, viața de serviciu sau școlară, obiceiurile de somn și alimentație și sănătatea generală. Impactul acesteia asupra funcționării și stării de bine este comparat cu cel al altor condiții medicale cronice, precum diabetul.
O persoană care are un episod depresiv major are de obicei o dispoziție foarte scăzută, care pătrunde în toate aspectele vieții și o incapacitate de a experimenta plăcerea în activități de care se bucura anterior. Persoanele depresive pot fi preocupate cu sau medita la gânduri și simțiri de inutilitate, regret sau vinovăție inadecvată, neajutorare și ură de sine. În cazuri severe, persoanele depresive pot avea simptome de psihoză. Printre aceste simptome sunt delirurile sau, mai rar, halucinațiile, de obicei neplăcute. Alte simptome ale depresiei sunt slaba concentrare și ținere de minte (în special la cei cu trăsături melancolice sau psihotice), retragerea din activitățile și situațiile sociale, dorință sexuală scăzută, iritabilitate, și gânduri la moarte sau sinucidere. Insomnia este obișnuită printre persoanele care suferă de depresie. În cazuri tipice, o persoană se scoală foarte devreme și nu poate adormi din nou. Hipersomnia sau dormitul prea mult, poate de asemenea avea loc. Unele antidepresive pot de asemenea cauza insomnie din cauza efectului lor stimulator.
O persoană depresivă poate raporta mai multe simptome fizice precum oboseală, dureri de cap sau probleme digestive; indispozițiile fizice sunt cea mai obișnuită problemă manifestată în țările în curs de dezvoltare, potrivit criteriilor pentru depresie ale Organizației Mondiale a Sănătății. Apetitul adesea descrește, rezultând pierderi în greutate, deși din când în când apetitul este crescut, iar greutatea crește. Familia și prietenii pot observa că comportamentul persoanei este fie agitat și fie letargic. Persoanele depresive mai vârstnice pot avea simptome cu început recent, precum uitarea și o mai observabilă încetinire a mișcărilor. Depresia adesea coexistă alături de tulburări fizice obișnuite între vârstnici, precum accidentul vascular cerebral, alte boli cardiovasculare, boala Parkinson și bronhopneumopatia obstructivă cronică.
Copiii depresivi pot adesea arăta o dispoziție iritabilă mai degrabă decât una depresivă și prezintă simptome variate în funcție de vârstă și situație. Cei mai mulți își pierd interesul pentru școală și prezintă un declin în performanța academică. Pot fi descriși ca  dificili, dependenți sau nesiguri. Diagnosticul poate fi tergiversat sau ratat atunci când simptomele sunt interpretate ca „proastă dispoziție normală”.

### Tulburări asociate
În mod frecvent, depresia majoră are loc alături de alte probleme psihiatrice. National Comorbidity Survey (SUA) din 1990-92 raportează că jumătate din cei cu depresie majoră au  anxietate pe durata vieții și tulburări asociate acesteia precum tulburarea de anxietate generalizată. Simptomele de anxietate pot avea un impact major asupra cursului bolii depresive, cu recuperare întârziată, risc crescut de recidivare, dizabilitate mai mare și spor al încercărilor de suicid. Sunt rate crescute de abuz de alcool și droguri și în particular de dependență, iar în jur de o treime din indivizii diagnosticați cu ADHD dezvoltă depresie comorbidă. Tulburarea de stres posttraumatic și depresia adesea coexistă. Depresia poate de asemenea coexista cu tulburarea hiperchinetică cu deficit de atenție (ADHD), complicând diagnosticul și tratarea ambelor. Depresia este de asemenea în mod frecvent comorbidă cu abuzul de alcool și tulburările de personalitate. Depresia poate fi de asemenea exacerbată în anumite luni (de obicei iarna), în cazul celor cu tulburare afectivă sezonieră. Deși utilizarea excesivă a mediei digitale este asociată cu simptome depresive, media digitală poate fi de asemenea utilizată în anumite situații pentru a îmbunătăți dispoziția.
Depresia și durerea adesea coexistă. Unul sau mai multe simptome de durere sunt prezente la 65% din pacienții depresivi și oriunde de la 5 la 85% din pacienții cu durere vor suferi de depresie, în funcție de mediu; prevalența este mai scăzută în practica generală și mai mare în clinicile de specialitate. Diagnosticul de depresie este adesea amânat sau ratat, iar rezultatele se pot înrăutăți dacă depresia este remarcată, dar înțeleasă complet greșit.
Depresia este de asemenea asociată cu un risc de 1.5-2 ori mai mare de boli cardiovasculare, independent de alți factori de risc cunoscuți și are ea însăși legături directe sau indirecte cu factori de risc precum fumatul și obezitatea. Persoanele cu depresie majoră sunt mai puțin înclinate să urmeze recomandări medicale pentru tratarea și prevenirea bolilor cardiovasculare, fapt ce crește riscul de complicații medicale. În plus, cardiologii pot să nu identifice depresia care complică o problemă cardiovasculară de care sunt responsabili.

## Cauze

Analogie cu pahare prin care se urmărește demonstrarea potrivit căruia la aceeași cantitate de factori de stres, persoana 2 este mai vulnerabilă decât persoana 1, din cauza predispozițiilor acestora.

Depresia este o tulburare afectivă care nu are o singură cauză. Modelul biopsihosocial propune ideea că factorii biologici, psihologici și sociali joacă toți un rol în cauzarea depresiei. Modelul diateză-stres⁠(d) specifică că depresia apare atunci când o vulnerabilitate preexistentă sau o diateză⁠(d) este activată de evenimente stresante din viață. Vulnerabilitatea preexistentă poate fi fie genetică, implicând o interacțiune dintre natură și dezvoltare⁠(d), sau schematică, rezultând din viziunile despre lume învățate în copilărie.
Abuzul asupra copilului, fie că e fizic, verbal, emoțional, sexual sau psihologic, constituie factor de risc pentru depresie, printre alte probleme psihiatrice care pot coexista precum anxietatea și abuzul de droguri. Trauma din copilărie de asemenea corelează cu severitatea depresiei, lipsa răspunsului la tratament și lungimea bolii. Oricum, unii sunt mai susceptibili să dezvolte boli mintale precum depresia ca urmare a unor traume și s-a sugerat că diferite gene controlează susceptibilitatea.
Alți factori care pot determina apariția depresiei sunt prezența unor situații de viață sau evenimente care au un impact negativ important în viața unei persoane. De exemplu decesul unei persoane dragi, pierderi sau probleme financiare, divorțul, pierderea locului de muncă, lipsa unui cerc social.

### Alte probleme de sănătate
Depresia poate fi de asemenea o stare secundară a unei condiții medicale cronice sau terminale, precum HIV/SIDA sau astmul, iar în acest caz poate fi etichetată drept „depresie secundară”. Nu se știe dacă bolile care stau la bază induc depresia prin efectul asupra calității vieții, printr-un set de cauze împărtășite (precum degenerarea ganglionului bazal în cazul bolii Parkinson sau dereglarea imunității în cazul astmului). Depresia poate fi de asemenea iatrogenică (rezultatul încercărilor de îngrijire a sănătății), precum este depresia indusă de substanțe. Terapii asociate cu depresia sunt interferonii, beta-blocanții, isotretinoina, contraceptivele, agenții cardiaci, anticonvulsivele, medicamentele antimigrenă, antipsihoticele și agenții hormonali precum agonistul hormonului eliberator de gonadotropină. Abuzul de droguri la vârstă fragedă este de asemenea asociat cu riscul de dezvoltare a depresiei mai târziu în viață. Depresia care apare ca urmare a gravidității este numită depresie postpartum și este considerată rezultatul schimbărilor hormonale asociate cu sarcina. Tulburarea afectivă sezonieră, un tip de depresie asociat cu schimbările sezoniere ce țin de lumina soarelui, este considerată a fi urmare a micșorării nivelului de luminozitate venită de la soare.

## Diagnostic

### Evaluare clinică
O evaluare pentru diagnostic poate fi făcută de un doctor antrenat corespunzător care practică medicina generală, sau de un psihiatru sau psiholog, care consemnează circumstanțele curente ale persoanei, istoria biografică, simptomele curente și istoria familială. Scopul clinic general este de a formula factorii biologici, psihologici și sociali care pot avea impact asupra dispoziției individului. Evaluatorul poate de asemenea discuta despre modalitățile curente (sănătoase sau nu) ale persoanei de reglare a dispoziției, precum utilizarea de alcool și droguri. Evaluarea include de asemenea o examinare a stării mentale, care este o evaluare a actualei stări de dispoziție și conținut al gândirii persoanei, fiind vorba îndeosebi de prezența unor stări precum neajutorarea sau pesimismul, autovătămarea sau suicidul, și absența unor gânduri sau planuri pozitive. Inclusiv în țările dezvoltate, specialiștii în sănătate mintală sunt rari în zonele rurale, și prin urmare diagnosticul și managementul este lăsat adesea pe seama medicilor de prim ajutor. Această problemă este și mai pronunțată în țările în curs de dezvoltare. Examinarea sănătății mintale poate include utilizarea unei scale de rating precum Scala de Depresie Hamilton, Inventarul de Depresie Beck sau Chestionarul Revizuit al Comportamentelor Suicidare. Scorul dat de o scală de rating este insuficient pentru a diagnostica depresia astfel încât să satisfacă criteriile DSM sau ICD, dar furnizează indicii în ce privește severitatea simptomelor pentru o perioadă de timp, astfel încât persoana care obține un scor care trece de o anumită limită poate fi evaluată mai bine pentru a i se da un diagnostic de tulburare depresivă. Anumite scale de rating sunt utilizate în acest scop.
Medicii de prim ajutor și alți medici non-psihiatri au mai multe probleme cu nerecunoașterea și netratarea depresiei în comparație cu medicii psihiatri, în parte din cauza simptomelor fizice care adesea acompaniază depresia, pe lângă multe obstacole potențiale ce țin de pacient, furnizorul de servicii medicale și sistem. O analiză din SUA a constatat că medicilor non-psihiatri le scapă două treimi din cazuri, deși această situație s-a ameliorat potrivit unor studii mai recente.
Înainte de a diagnostica cu tulburare depresivă majoră, în general doctorul face o examinare medicală și anumite investigații pentru a exclude alte cauze ale simptomelor. Aici sunt incluse teste de sânge care măsoară TSH-ul și tiroxina pentru a se exclude hipotiroidismul; electroliții bazici și calciul seric pentru a se exclude o tulburare metabolică; și o hemogramă prin care se analizează inclusiv VSH pentru a se exclude o infecție sistemică sau o boală cronică. Reacțiile afective adverse la medicamente sau abuzul de alcool sunt de obicei excluse, de asemenea. Nivelurile de testosteron pot fi evaluate pentru a se diagnostica hipogonadismul, o cauză a depresiei la bărbați. Nivelurile de vitamina D pot fi evaluate, întrucât nivelurile scăzute de vitamina D sunt asociate cu un mai mare risc de depresie.
Probleme cognitive subiective apar la persoanele depresive mai vârstnice, dar acestea pot fi de asemenea indicii al unui început de tulburare de demență, precum boala Alzheimer. Examinările cognitive și scanarea creierului pot ajuta la distingerea depresiei de demență. O scanare computerizată poate exclude patologia creierului la cei cu simptome psihotice, cu izbucnire rapidă și alte simptome neuzuale. În general, investigațiile nu se repetă pentru un episod ulterior în afara cazului în care există indicii medicale în această privință.

### Criteriile DSM și ICD
Criteriile utilizate cel mai des pentru diagnosticarea condițiilor depresive sunt găsite în Manualul de diagnostic și statistică a tulburărilor mintale al Asociației Psihiatrice Americane și Clasificarea statistică internațională a bolilor și a problemelor de sănătate înrudite al Organizației Mondiale a Sănătății care utilizează numele episod depresiv pentru un singur episod și tulburare depresivă recurentă pentru episoadele repetate. Cel din urmă sistem este utilizat în mod obișnuit în țările europene, în timp ce primul este utilizat în SUA și multe alte națiuni non-europene, iar autorii ambelor au lucrat astfel încât fiecare dintre ele să fie în concordanță cu celălalt.
Atât DSM-5 cât și ICD-10 marchează simptomele depresive tipice (principale) ICD-10 definește trei simptome depresive tipice (dispoziția depresivă, anhedonia și energia redusă), două dintre care trebuie să fie prezente pentru determinarea unui diagnostic de tulburare depresivă. Potrivit DSM-5, sunt două simptome depresive principale- dispoziția depresivă și pierderea interesului/plăcerii pentru activități (anhedonia). Aceste simptome, precum și cinci din nouă simptome mai specifice enumerate trebuie să se manifeste frecvent timp de mai mult de două săptămâni (până în punctul în care afectează activitatea) pentru a se pune un diagnostic.
Tulburarea depresivă majoră este clasificată ca tulburare de dispoziție în DSM-5. Diagnosticul depinde de prezența unui singur sau a unor recurente episoade depresive majore. Calificative adiționale sunt utilizate pentru clasificarea atât a episodului însuși cât și a cursului tulburării. Se pune diagnosticul de tulburare depresivă nespecificată dacă manifestarea episodului depresiv nu îndeplinește criteriile pentru un episod depresiv major. Sistemul  ICD-10 nu utilizează termenul tulburare depresivă majoră, dar enumeră criterii foarte similare pentru diagnosticarea unui episod depresiv (ușor, moderat sau sever); termenul recurent poate fi adăugat dacă au avut loc mai multe episoade fără manie.

#### Episodul depresiv major
Un episod depresiv major se caracterizează prin prezența unei dispoziții depresive severe care persistă cel puțin două săptămâni. Episoadele pot fi izolate sau recurente și sunt categorisite în ușoare (număr mic de simptome în plus față de criteriile minime), moderate și severe (impact semnificativ asupra activității sociale sau ocupaționale). Un episod cu trăsături psihotice—numit adesea depresie psihotică—este automat clasificat ca sever. Dacă pacientul are un episod de manie sau hipomanie, se pune un diagnostic tulburare bipolară în loc. Depresia lipsită de manie este uneori numită unipolară deoarece dispoziția rămâne într-o singură stare sau „pol” emoțional.
DSM-IV-TR exclude cazurile în care simptomele sunt rezultat al decesului unei persoane dragi, deși este posibil ca doliul normal să evolueze într-un episod depresiv dacă dispoziția persistă și trăsăturile caracteristice ale episodului depresiv major se dezvoltă. Criteriile au fost criticate din cauză că nu iau în considerare nici un alt aspect al contextului personal și social în care depresia poate avea loc. În plus, unele studii constată că suportul empiric pentru criteriile limitative ale DSM-IV este slab, indicând că ele sunt o convenție de diagnostic impuse asupra unui șir de simptome depresive cu severitate și durată variată. Doliul nu mai este un criteriu de excludere în DSM-5 și acum este sarcina clinicianului să distingă între reacțiile normale la o pierdere și TDM. Sunt excluse mai multe diagnostice înrudite, precum distimia, care implică o perturbare cronică, dar mai ușoară a dispoziției; depresia scurtă recurentă, care constă din episoade depresive mai scurte; tulburarea depresivă minoră, unde numai unele simptome ale depresiei majore sunt prezente; și tulburarea de adaptare cu dispoziție depresivă, care manifestă dispoziție scăzută rezultată dintr-o reacție psihologică la un factor de stres sau eveniment identificabil. Alte trei tulburări depresive au fost adăugate la DSM-5: tulburarea disruptivă de dereglare a dispoziției, manifestată prin iritabilitate și accese semnificative de furie la copii, tulburarea disforică premenstruală (TDPM), care cauzează perioade de anxietate, depresie sau iritabilitate în săptămâna sau în cele două săptămâni de dinaintea menstruației femeii, și tulburarea depresivă persistentă.

#### Subtipuri
DSM-5 recunoaște șase subtipuri adiționale ale TDM, numite specificatori:
- „Depresia melancolică” se caracterizează prin pierderea plăcerii pentru cele mai multe sau toate activitățile, lipsa reactivității pentru stimulanți plăcuți, o calitate a dispoziției depresive mai pronunțată decât cea ce ține de doliu sau pierdere, înrăutățirea simptomelor în orele de dimineață, scularea dimineața devreme, retardarea psihomotorie, pierderea excesivă în greutate (a nu se confunda cu anorexia nervoasă) sau sentimentul excesiv de vină.[80]
- „Depresia atipică” se caracterizează prin reactivitate a dispoziției (anhedonie paradoxală), creștere semnificativă în greutate sau apetit crescut (alinare prin mâncare), somn sau somnolență excesivă (hipersomnia), senzație de greutate în membre și prejudicieri sociale semnificative ca consecință a respingerii interpersonale percepute.[81]
- „Depresia catatonică” este o formă rară și severă a depresiei majore care implică perturbări ale comportamentului motor și alte simptome. În acest caz, persoana este mută și aproape încremenită, și fie rămâne imobilă, fie manifestă mișcări fără scop sau chiar bizare. Simptome catatonice se manifestă și în schizofrenie și în episoade maniacale, sau pot fi cauzate de sindromul neuroleptic malign.[82]
- „Depresia cu suferință anxioasă” a fost adăugată în DSM-5 ca mijloc de a evidenția co-manifestarea depresiei sau maniei alături de anxietate, precum și riscul de sinucidere al indivizilor depresivi cu anxietate. Precizări de acest fel pot de asemenea ajuta la facerea de pronosticuri pentru cei diagnosticați cu tulburare depresivă sau bipolară.[68]
- „Depresia cu început peri-partum” este depresia intensă, susținută și care uneori limitează mișcările și activitățile persoanei, experimentată de femei după ce nasc sau în timp ce sunt însărcinate. DSM-IV-TR a utilizat clasificarea „depresie postpartum”, dar aceasta a fost schimbată pentru a nu fi excluse cazurile de femei depresive în timpul sarcinii.[83] Depresia cu început peripartum are o rată de incidență de 10-15% printre noile mame. DSM-5 susține că pentru a califica depresia cu început peripartum, începutul trebuie să aibă loc în timpul sarcinii sau în prima lună de la naștere. S-a afirmat că depresia postpartum poate dura trei luni.[84]
- „Tulburarea afectivă sezonieră” (TAS) este denumită diferit în DSM-5. Această tulburare este trecută ca un subtip al depresiei majore cu specificatorul de tipar sezonier. Acest subtip al depresiei majore este o formă de depresie recurentă în care simptomele debutează toamna sau iarna și se remit primăvara. Diagnosticul este pus dacă cel puțin două episoade au avut loc lunile mai friguroase și nici unul în alte perioade, într-o perioadă de doi ani sau mai mult.[85]

### Diagnostice diferențiale
Pentru a se pune un diagnostic de tulburare depresivă majoră, trebuie luate în considerate alte diagnostice potențiale, precum distimia, tulburarea de adaptare cu dispoziție depresivă sau tulburarea bipolară. Distimia este o perturbare mai ușoară, dar cronică a dispoziției, în care persoana are dispoziție scăzută aproape zilinic timp de cel puțin doi ani. Simptomele nu sunt la fel de severe ca cele ale depresiei majore, deși persoanele cu distimie sunt vulnerabile la episoade secundare ale depresiei majore (situație numită uneori depresie dublă). Tulburarea de adaptare cu dispoziție depresivă este o perturbare a dispoziției care apare ca reacție psihologică la un eveniment sau factor stresant identificabil, unde simptomele emoționale sau comportamentale rezultate sunt semnificative, dar nu îndeplinesc criteriile pentru un episod depresiv major. Tulburarea bipolară, cunoscută și ca tulburare maniaco-depresivă, este o condiție în care fazele depresive alternează cu perioade de manie sau hipomanie. Deși depresia este în prezent categorisită ca o tulburare separată, există dezbateri în desfășurare în această privință deoarece indivizii diagnosticați cu depresie majoră adesea experimentează anumite simtpome hipomaniacale, fapt ce indică un întreg al tulburării de dispoziție. Alt diagnostic diferențial este  sindromul de oboseală cronică.
Alte tulburări trebuie excluse înainte de a se pune diagnosticul de tulburare depresivă majoră. Este vorba inclusiv de depresii cauzate de boli fizice, medicamente și abuz de substanțe. Depresia cauzată de o boală fizică este diagnosticată ca tulburare de dispoziție cauzată de o condiție medicală generală. Această condiție este apreciată avându-se la bază istoricul medical, constatări de laborator sau examinări fizice. Atunci când depresia este cauzată de un medicament, abuz de droguri sau expunere la o toxină, este diagnosticată ca tulburare specifică de dispoziție (numită tulburare de dispoziție indusă de substanțe în DSM-IV-TR).

## Prevenție
Eforturile preventive pot rezulta în descreșteri ale ratei condiției cu de la 22 la 38%. Consumul de cantități mari de pește pot de asemenea reduce riscul.
Intervențiile comportamentale, precum terapia interpersonală și terapia cognitiv-comportamentală, sunt eficiente în prevenirea unei noi izbucniri a depresiei. Deoarece asemenea intervenții par a fi cele mai eficiente atunci când sunt furnizate indivizilor sau grupurilor mici, s-a sugerat că ele pot obține o audiență largă cel mai bine prin Internet.
Oricum, o meta-analiză mai veche a constatat că programele preventive cu elemente ce sporesc competența sunt superioare programelor orientate spre comportament per ansamblu, și a constatat că programele comportamentale nu îi ajută pe oamenii vârstnici, pentru care doar programele de suport social sunt benefice. În plus, programele care previn cel mai bine depresia cuprind mai mult de opt sesiuni, fiecare durând între 60 și 90 de minute, fiind furnizate de o combinație de muncitori profesioniști și necalificați, au un design de cercetare de mare calitate, raportează rata de uzură și au o intervenție bine definită.
Sistemul de ocrotire a sănătății din Olanda furnizează intervenții preventive, cum este cursul „Confruntarea cu Depresia” pentru persoanele aflate la limita depresiei. Se revendică că cursul este cea mai de succes intervenție psihoeducațională pentru tratarea și prevenirea depresiei (atât datorită adaptării sale la populații variate cât și rezultatelor sale), cu o reducere cu 38% a riscului de depresiei majoră și mai multă eficiență ca tratament în comparație cu alte psihoterapii.

## Management
Trei cele mai comune tratamente pentru depresie sunt psihoterapia, medicația și terapia electroconvulsivă. Psihoterapia este tratament la alegere (în plus față de medicație) pentru persoanele sub 18 ani.  Instrucțiunile din 2004 ale National Institute for Health and Care Excellence (NICE) din Regatul Unit indică că antidepresivele nu trebuie utilizate ca tratament inițial al depresiei ușoare, deoarece raportul risc-beneficiu este scăzut. Instrucțiunile recomandă că tratamentul cu antidepresive în combinație cu intervenții psihosociale trebuie luat în considerare pentru:
- Persoanele cu o istorie de depresie moderată sau severă
- Cei cu depresie ușoară care este prezentă de mult timp
- Ca tratament de a doua linie pentru depresia ușoară care persistă după alte intervenții
- Ca tratament de primă linie pentru depresie moderată sau severă.

În continuare, instrucțiunile afirmă că tratamentul cu antidepresive trebuie continuat cel puțin șase luni pentru a se reduce riscul de recidivare și că inhibitorii selectivi de recaptare a serotoninei sunt mai bine tolerați decât antidepresivele triciclice.
Instrucțiunile de tratament ale Asociației Psihiatrice Americane recomandă ca tratamentul inițial să fie decis în funcție de individ avându-se la bază factori precum severitatea simptomelor, tulburări co-existente, experiența de dinaintea tratamentului și preferințele pacientului. Opțiuni pot fi farmacoterapia, psihoterapia, exercițiul, terapia electroconvulsivă (ECT), stimularea magnetică transcraniană sau terapia cu lumină. Medicația antidepresivă este recomandată ca alegere de tratament inițial pentru persoanele cu depresie majoră ușoară, moderată sau severă, și trebuie acordat tuturor pacienților cu depresie severă până se planifică ECT. Sunt dovezi că îngrijirea colaborativă de către o echipă de specialiști în ocrotirea sănătății dă mai bune rezultate decât rutina unui singur specialist.
Opțiunile de tratament sunt mult mai limitate în țările în curs de dezvoltare, unde accesul la personalul de sănătate mintală, medicație și psihoterapie este adesea dificil. Dezvoltarea de servicii de sănătate mintală este minimă în multe țări; depresia este văzută ca un fenomen al lumii dezvoltate în ciuda evidenței contrariului și nu ca o condiție care amenință viața. O analiză Cochrane din 2014 a constatat că nu sunt suficiente argumente care să susțină eficiența terapiei psihologice în comparație cu cea medicală în cazul copiilor.

### Stil de viață
Exercițiul fizic este recomandat în caz de depresie ușoară și are un efect moderat asupra simptomelor. De asemenea, s-a observat că exercițiul este eficient în caz de depresie majoră (unipolară). Exercițiul este echivalentul utilizării medicației sau terapiei psihologice la cei mai mulți oameni. La vârstnici, acesta nu pare să diminueze depresia. Exercițiile pot fi recomandate personalelor care au voință, sunt motivate și suficient de sănătoase fizic pentru a participa la un program de exerciții ca tratament.
Există o mică cantitate de argumente că ocolirea somnului de noapte poate ameliora simptomele depresive, efectele simțindu-se de obicei în timpul zilei. Acest efect este de obicei temporar. Pe lângă somnolență, această metodă poate cauza manie sau hipomanie ca efecte adverse.
Potrivit studiilor observaționale, eliminarea fumatului are beneficii în caz de depresie la fel de mari ca cele ale medicației.
Pe lângă exerciții, somnul și regimul alimentar pot juca un rol în managementul depresiei, iar intervențiile în aceste zone pot fi un adaos eficace la metodele convenționale.

### Terapii prin vorbire
Terapia prin vorbire (psihoterapia) poate fi furnizată indivizilor, grupurilor sau familiilor de profesioniști în sănătate mintală. O analiză din 2017 a constatat că terapia cognitiv-comportamentală pare a fi similară medicației antidepresive în termeni de eficiență. O analiză din 2012 a constatat că psihoterapia este mai bună decât nici un tratament, dar nu și decât alte tratamente. În cazul formelor mai complexe și cronice de depresie, o combinație dintre medicație și psihoterapie poate fi utilizată. O analiză Cochrane din 2014 a constatat că intervențiile dirijate de lucru în combinație cu intervențiile clinice au ajutat la reducerea zilelor de boală a persoanelor cu depresie. Există argumente de calitate moderată că terapiile psihologice sunt un adaos util pe termen scurt la tratamentul antidepresiv standard al depresiei rezistente la tratament.
S-a observat că psihoterapia este eficientă la vârstnici. Psihoterapia de succes pare să reducă recurența depresiei chiar după ce a fost oprită sau înlocuită cu sesiuni ocazionale de sprijin.

#### Terapia cognitiv-comportamentală
Terapia cognitiv-comportamentală (TCC) are parte în prezent cele mai multe dovezi de cercetare că ajută la tratarea depresiei la copii și adolescenți, iar TCC și terapia interpersonală (IPT) sunt terapii preferate pentru depresia adolescentină. La persoanele sub 18 ani, potrivit National Institute for Health and Clinical Excellence, medicația trebuie oferită doar alături de terapia psihologică, cum este TCC, terapia interpersonală sau terapia de familie. S-a observat că terapia cognitiv-comportamentală reduce numărul de zile de boală la oamenii cu depresie, când este utilizată alături de asistența medicală primară.
Cea mai studiată formă de psihoterapie pentru depresie este TCC, care îi învață de clienți să-și schimbe modurile de gândire (cognițiile) auto-distructive, dar de durată, și să-și schimbe comportamentele contra-productive. Cercetările începute la mijlocul anilor 1990 sugerează că TCC poate avea efecte la fel de bune sau mai bune decât antidepresivele la pacienții cu depresie moderată sau severă. TCC poate fi eficientă la adolescenții depresivi, deși efectele sale asupra episoadelor severe nu sunt cunoscute definitiv. Mai multe elemente prezic succesul terapiei cognitiv-comportamentale la adolescenți: niveluri mai înalte de gânduri raționale, creșterea speranței, mai puține gânduri negative și mai puține distorsiuni cognitive. În particular, TCC este benefică în prevenirea recidivării.
Terapia cognitiv-comportamentală și programele ocupaționale (inclusiv modificarea asistenței și activităților de lucru) se arată a fi eficiente în reducerea zilelor de boală ale angajaților cu depresie.

#### Variante
Anumite variante ale terapiei cognitiv-comportamentale sunt utilizate în caz de depresie, cele mai notabile fiind terapia rațional-emotivă și comportamentală și terapia cognitivă bazată pe conștiința plină. Programele de reducere a stresului bazate pe conștiința plină pot reduce simptomele depresive. De asemenea, aceste programe par a fi o intervenție promițătoare pentru tineret.

#### Psihanaliză
Psihanaliza este o școală de gândire fondată de Sigmund Freud, care pune accent pe soluționarea conflictelor inconștiente. Tehnicile psihanalitice sunt utilizate de unii specialiști pentru a-i trata pe clienții cu depresiei majoră. O terapie practicată mai pe larg, numită terapia psihodinamică, este în tradiția psihanalizei, dar este mai puțin intensă, întâlnirile având loc o dată sau de două ori pe săptămână. Aceasta de asemenea tinde să se concentreze pe problemele imediate ale persoanei și are o focalizare socială și interpersonală adițională. Într-o meta-analiză a trei probe controlate de psihoterapie psihodinamică scurtă de suport, s-a constatat că aceasta este la fel de eficace ca medicația pentru depresia ușoară și moderată.

### Antidepresivele

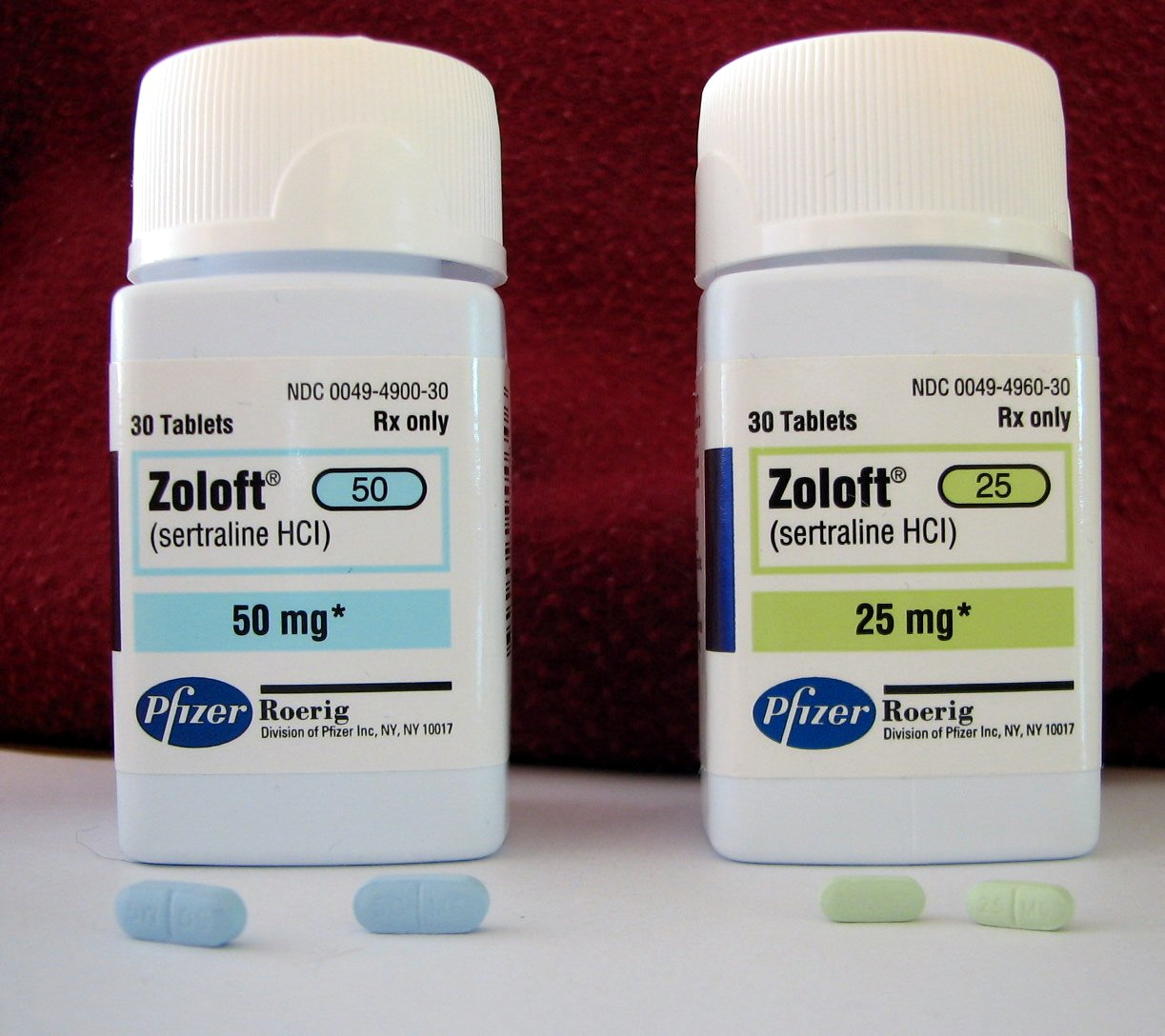
Sertralina (Zoloft) este utilizată în primul rând pentru tratarea depresiei majore la adulți.

Rezultate contradictorii au apărut în urma studiilor cu privire la eficiența antidepresivelor în cazul persoanelor cu depresie acută, ușoară sau moderată. Argumente mai puternice susțin utilitatea antidepresivelor în tratarea depresiei care este cronică (distimie) sau severă.
În timp ce mici beneficii au fost găsite, cercetătorii Irving Kirsch și Thomas Moore afirmă că acestea s-ar putea datora problemelor de cercetare mai degrabă decât efectelor medicației. Mai târziu, într-o publicație, Kirsch a concluzionat că efectul general al noii generații de medicație antidepresivă este sub criteriile recomandate pentru semnificație clinică. Rezultate similare au fost obținute într-o meta-analiză a lui Fornier.
O analiză dirijată de National Institute for Health and Care Excellence din Regatul Unit a concluzionat că există dovezi puternice că inhibitorii selectivi de recaptare a serotoninei (SSRI), precum escitalopram, paroxetina și sertralaina, au o mai mare eficiență decât placebo în obținerea unei reduceri de 50% a scorurilor de depresie în cazurile de depresie majoră moderată și severă, și că sunt argumente că acestea au un efect similar în cazul depresiei ușoare. În mod asemănător, o analiză sistematică Cochrane a examinărilor clinice ale antidepresivului triciclic generic amitriptilină a concluzionat că sunt dovezi puternice că eficiența acestuia este superioară placeboului.
În 2014, Food and Drug Administration din S.U.A. a publicat o analiză sistematică a cercetărilor tratamentelor menținute cu antidepresive prezentate agenției între 1985 și 2012. Autorii au concluzionat că menținerea tratamentului reduce riscul de recidivare cu 52% în comparație cu placebo, și că acest efect se datorează în primul rând depresiei recurente din grupul placebo mai degrabă decât unui efect al înlăturării medicamentului.
Pentru a găsi cea mai eficientă medicație antidepresivă cu efecte adverse minime, dozele pot fi ajustate, și dacă e necesar, pot fi încercate combinațiile dintre diferite clase de antidepresive. Ratele de reacție la primul antidepresiv administrat sunt între 50–75%, și poate dura cel puțin 6-8 luni de la începutul medicației pentru ameliorare. Tratamentul cu medicație antidepresivă este de obicei continuat timp 16-20 de săptămâni după atenuare pentru minimalizarea șanselor de recurență, și se recomandă o continuare de până la un an a tratamentului. Persoanele cu depresie cronică pot avea nevoie să ia medicația pe termen nedefinit pentru a evita recidivarea.
Inhibitorii selectivi de recaptare a serotoninei sunt medicamentele prescrise inițial din cauza efectelor adverse ușoare ale acestora și deoarece sunt mai puțin toxice în supradoză decât alte antidepresive. Persoanelor care nu reacționează la un SSRI li se poate prescrie un alt antidepresiv, iar aceasta rezultă în ameliorarea simptomelor în aproape 50% din cazuri. O altă opțiune pentru unii ca aceștia este să li se acorde antidepresivul atipic bupropionă. Venlafaxina, un antidepresiv cu un mecanism diferit de acțiune, poate fi întrucâtva mai eficient decât SSRI-urile. În orice caz, venlafaxina nu este recomandată în Regatul Unit ca tratament de primă linie din cauza argumentelor care sugerează că riscurile sale pot depăși beneficiile, iar folosirea ei de către copii și adolescenți este descurajată.
Pentru copii, unele cercetări susțin utilizarea antidepresivului SSRI fluoxetină. Oricum, beneficiul pare să fie mic la copii, în timp ce nu s-a observat eficiența altor antidepresive. Medicamentele nu sunt recomandate în cazul copiilor cu boală ușoară. De asemenea, sunt insuficiente dovezi care să aprecieze eficiența la cei cu depresie complicată de demență. Orice antidepresiv poate cauza niveluri scăzute de sodiu în sânge; însă, acest fapt a fost observat mai des în cazul SSRI-urilor. Nu este neobișnuit ca SSRI-urile să cauzeze sau să înrăutățească insomnia; antidepresivul atipic mizartapină poate fi utilizat în asemenea cazuri.
Inhibitorii ireversibili de monooxidază, o clasă mai veche de antidepresive, sunt date peste cap de potențiale interacțiuni ce pot amenința viața legate de alimentație și droguri. Sunt utilizați doar rar, deși au fost dezvoltați agenți noi și mai bine tolerați ai acestei clase. Profilul siguranței este diferit în cazul inhibitorilor reversibili monooxidază, precum moclobemida, unde riscul de interacțiuni alimentare serioase este neglijabil și restricțiile alimentare sunt mai puțin stricte.
Pentru copii, adolescenți și probabil adulții tineri cu vârsta de la 18 la 24 de ani, este un mai mare risc de ideație suicidară și comportament suicidar la cei tratați cu SSRI. În cazul adulților, este neclar dacă SSRI afectează riscul de suicid. O analiză nu a găsit nici o conexiune; alta - un risc crescut; iar o a treia nici un risc la cei cu vârsta între 25–65 ani și un risc diminuat la cei cu peste 65 de ani. Un avertisment a fost introdus în Statele Unite în 2007 pe cutiile cu SSRI-uri și alte medicamente antidepresive din cauza riscului crescut de sinucidere la pacienții mai tineri de 24 de ani. Acțiuni similare au fost implementate de Ministerul Sănătății al Japoniei.

### Alte medicații
Există argumente că acizii grași omega-3 din suplimentele de ulei de pește ce conțin niveluri mari de acid eicosapentaenoic (EPA) sau acid docosahexaenoic (DHA) sunt eficace în tratarea, dar nu și în prevenirea depresiei majore. În orice caz, o analiză Cochrane a apreciat că sunt insuficiente argumente de mare calitate care să sugereze că acizii grași omega-3 sunt eficace în caz de depresie. Există argumente limitate că adăugarea de vitamină D este de valoare în ce privește atenuarea simptomelor de depresie la indivizii care au deficiențe de vitamina D. Există anumite argumente preliminare că inhibitorii de COX-2, cum este celecoxibul, au un efect benefic asupra depresiei majore. Litiul se arată a fi eficient în scăderea riscului de suicid la cei cu tulburare bipolară și depresie unipolară până la aproape aceleași niveluri cu ale populației generale. Există un cerc restrâns de doze eficiente și sigure de litiu, așa că o monitorizare atentă poate fi necesară. O doză mică de hormon tiroid poate fi adăugată la antidepresivele existente pentru tratarea simptomelor depresive persistente la persoanele care au încercat mai multe cursuri de medicație. Argumente limitate sugerează că stimulanți, precum amfetamina și modafinilul, pot fi eficienți pe termen scurt sau ca terapie ajutătoare. De asemenea, se sugerează că suplimentele de acid folic pot juca un rol în managementul depresiei. Există dovezi preliminare în favoarea beneficiului de pe urma testosteronului la bărbați.

### Terapia electroconvulsivă
Terapia electroconvulsivă (ECT) este un tratament psihiatric standard în care convulsiile sunt induse electric la pacienți pentru a le furniza ușurare de bolile psihiatrice.:1880 ECT este utilizată cu consimțământ informat ca intervenție de ultimă linie pentru tulburarea depresivă majoră.
O rundă de ECT este eficientă pentru aproximativ 50% din persoanele cu tulburare depresivă majoră, fie că e unipolară sau bipolară. Urmarea tratamentului este încă slab studiată, dar aproximativ jumătate din oamenii care reacționează la el au parte de recidivare în timpul următoarelor doisprezece luni.
Pe lângă efectele asupra creierului, riscurile fizice generale ale ECT sunt similare celor ale  anesteziei generale scurte.:259 Imediat după tratament, cele mai comune efecte adverse sunt confuzia și pierderea de memorie. ECT este considerată una dintre cele mai puțin vătămătoare opțiuni de tratament pentru femeile însărcinate deprimate sever.
Un curs obișnuit de ECT implică mai multe administrări ale tratamentului, acestea fiind date de două sau trei ori pe săptămână, până pacientul nu mai suferă simptomele. ECT este administrat sub anestezie împreună cu un miorelaxant. Terapia electroconvulsivă poate varia în aplicarea ei în trei moduri: amplasarea electrodului, frecvența tratamentelor și forma de undă electrică a stimulantului. Aceste trei forme de aplicare au diferențe semnificative atât în ce privește efectele adverse cât și a atenuării simptomelor. După tratament, terapia cu medicamente este de obicei continuată și unii pacienți au parte de o menținere a ECT.
ECT se arată a lucra pe termen scurt printr-un efect anticonvulsiv mai ales în lobii frontali, și pe termen lung prin efecte neurotrofice în primul rând în lobul temporal medial.

### Stimularea magnetică transcraniană
Stimularea magnetică transcraniană (TMS) este o metodă noninvazivă utilizată pentru a stimula micile regiuni ale creierului. TMS a fost aprobată de FDA pentru a fi utilizată în cazul tulburării depresive majore rezistentă la tratament în 2008, iar începând cu 2014 evidența susține că este probabil eficientă. Asociația Psihiatrică Americană, Rețeaua Canadiană pentru Tulburări de Dispoziție și Anxietate și Colegiul Psihiatrilor din Australia Regală și Noua Zeelandă au aprobat utilizarea TMS pentru TDD rezistentă la tratament.

### Altele
Terapia cu lumină puternică reduce severitatea simptomelor depresiei, cu beneficii atât pentru tulburarea afectivă sezonieră cât și pentru depresia nonsezonieră, având un efect asemănător cu cel al antidepresivelor convenționale. În cazul depresiei nensezoniere, a adăuga terapie cu lumină la tratamentul antidepresiv standard nu este eficient. În cazul depresiei nonsezoniere, unde lumina a fost utilizată cel mai mult în combinație cu antidepresivele sau terapia prin trezire, a fost observat un efect moderat, cu reacții mai bune decât tratamentul controlat în studii de mare calitate, în studii care au aplicat tratamentul cu lumină de dimineață și cu oameni care răspund total sau parțial la privarea de somn. Ambele analize au constatat calitatea slabă, durata scurtă și dimensiunea mică a celor mai multe studii analizate. Există argumente insuficiente în favoarea Reiki și a terapiei prin mișcări de dans în caz de depresie.

## Prognoză
Episoadele depresive majore adesea se rezolvă în timp indiferent dacă sunt sau nu tratate. Pacienții externi de pe o listă de așteptare prezintă o reducere de 10-15% a simptomelor în cadrul unei perioade de câteva luni, dintre care aproximativ 20% nu mai îndeplinesc toate criteriile pentru o tulburare depresivă. Durata mediană a unui episod se estimează că este de 23 de luni, cu cea mai mare rată a redresării având loc în primele trei luni.
Studiile arată că 80% din cei care suferă de primul lor episod depresiv major vor suferi de cel puțin încă unul în timpul vieții lor, cu o medie pe viață de 4 episoade. Alte studii făcute pe populația generală indică că în jur de jumătate se recuperează dintr-un episod (fie că sunt tratați sau nu) și rămân bine, pe când altă jumătate va avea cel puțin cu unul mai mult, iar în jur de 15% din aceștia experimentează recurență cronică. Studii bazate pe surse selective din rândul pacienților internați sugerează o mai mică redresare și o mai mare cronicitate, pe când studii făcute în cea mai mare parte pe pacienți externi arată că aproape toți se recuperează, aceștia având o durată mediană a episodului de 11 luni. În jur de 90% din cei depresie severă sau psihotică, mulți dintre care îndeplinesc de asemenea criterii pentru alte tulburări mintale, au parte de recurență.
O mare proporție din oamenii care experimentează o atenuare simptomatică completă au încă cel puțin un simptom nerezolvat complet după tratament. Recurența sau cronicitatea sunt mai probabile dacă simptomele n-au fost rezolvate pe deplin prin tratament. Instrucțiunile actuale recomandă continuarea folosirii antidepresivelor timp de 4-6 luni după ameliorarea pentru a se preveni recidivarea. Dovezile aduse de multe studii randomizate controlate indică că continuarea utilizării medicației antidepresive după recuperare poate reduce șansele de recidivare cu 70% (41% pe bază de placebo vs. 18% pe bază de antidepresive). Efectul preventiv ține cel puțin în primele 36 luni de utilizare.
Persoanele care experimentează episoade repetate de depresie necesită tratament în desfășurare pentru prevenirea unei depresii mai severe, pe termen lung. În unele cazuri, oamenii trebuie să ia medicații pentru restul vieții lor.
Cazurile în care rezultatul este slab sunt asociate cu tratamentul inadecvat, simptome inițiale severe inclusiv psihoză, vârsta timpurie de declanșare, episoade anterioare, recuperare incompletă după un an de tratament, tulburări mintale sau medicale severe pre-existente și disfuncții familiale.
Indivizii depresivi au o mai scurtă speranță de viață decât cei fără depresie, în parte deoarece pacienții depresivi au un risc de a muri prin sinucidere. Oricum, au de asemenea o mai mare rată de deces din alte cauze, fiind mai susceptibili la condiții medicale precum boala de inimă. Până la 60% din persoanele care mor prin sinucidere au o tulburare de dispoziție cum este depresia majoră, iar riscul este înalt în special dacă o persoană are un simț pronunțat de lipsă de speranță sau are atât depresie cât și tulburarea de personalitate borderline. Riscul pe viață de sinucidere asociat cu diagnosticul de depresie majoră în SUA se estimează a fi de 3.4%, fiind de aproape 7% în cazul bărbaților și 1% în cazul femeilor (deși încercările de sinucidere sunt mai frecvente la femei). Estimarea este substanțial mai scăzută decât o cifră acceptată anterior de 15%, care este derivată din studii mai vechi făcte pe pacienții spitalizați.

## Cine este predispus la depresie?
Au risc de a face depresie următoarele categorii de persoane:
- Care au avut episoade depresive anterior
- Care au avut sau au tulburare depresivă in familie la frați/surori sau părinți
- Barbatii mai frecvent decat femeile
- Cu varsta mai mică de 40 ani
- Perioada de după nastere
- Cu alte boli -Parkinson, diabet, cardiopatie ischemică, cancer
- Care consuma unele medicamente - diureticele tiazidice, digitală, metildopa, cicloserina, hormoni anticonceptionale orale sau steroizi anabolizanți, antiinflamatoare nesteroidiene
- Mai multe studii științifice [213][214][215][216][217][218] au descoperit corelații statistice între anumite pesticide agricole și depresia
- Sunt singure sau fără susținere din partea familiei
- Au evenimente stresante sau mediu familial/social/profesional stresant
- Consuma substanțe psihoactive

## Statistici
Depresia face parte din cele mai frecvente tulburări psihice care afectează un segment tot mai mare al populației la nivel mondial și, de cele mai multe ori, este factorul principal al sinuciderilor.
La nivel global, se estima că depresia afecta aproximativ 121 de milioane de oameni în 2011.
În Europa se estimează că 50 de milioane de persoane suferă de această boală.
În anul 2009, piața antidepresivelor la nivel mondial era estimată la 2 miliarde euro, iar în România la 22 milioane euro.

## Istorie

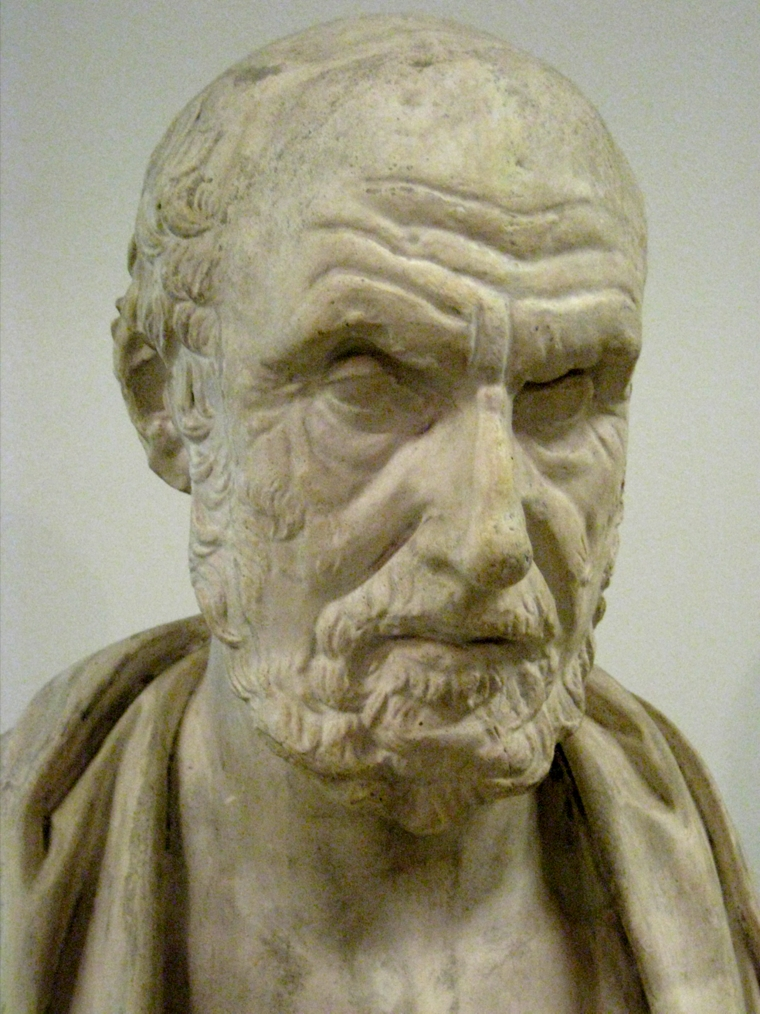
Diagnostice de depresie există încă din timpul lui Hippocrate

Medicul grec antic Hippocrate a descris sindromul melancoliei ca o boală distinctă cu simptome fizice și psihice particulare; a caracterizat toate „fricile și descurajările, dacă durează mult timp” ca fiind simptome ale bolii. A fost un concept asemănător, dar mult mai larg decât cel al depresiei de azi; condiția era dată de o îngrămădire de simptome de tristețe, deprimare și descurajare, și adesea frică, furie, deluzii și obsesii.
Termenul depresie însuși este derivat din verbul latin deprimere, „a apăsa”. Începând cu secolul 14, „a deprima” a însemnat a subjuga sau a decepționa spiritul. A fost utilizat în 1665 în Cronica autorului englez Richard Baker pentru a se referi la cineva care are „o mare depresie a spiritului” și de autorul englez Samuel Johnson într-un sens similar în 1753. De asemenea, termenul a intrat în uz în psihologie și economie. O utilizare timpurie cu refeire la un simptom psihiatric a fost a psihiatrului francez Louis Delasiauve în 1856, iar din anii 1860 a început să apară în dicționarele medicale ca referire la scăderea psihologică și metaforică a funcției emoționale. De la Aristotel, melancolia a fost asociată cu bărbații care studiază și strălucirea intelectuală, un hazard al contemplării și creativității. Conceptul mai nou a abandonat aceste asociații și prin secolul 19, a devenit mai asociat cu femeile.

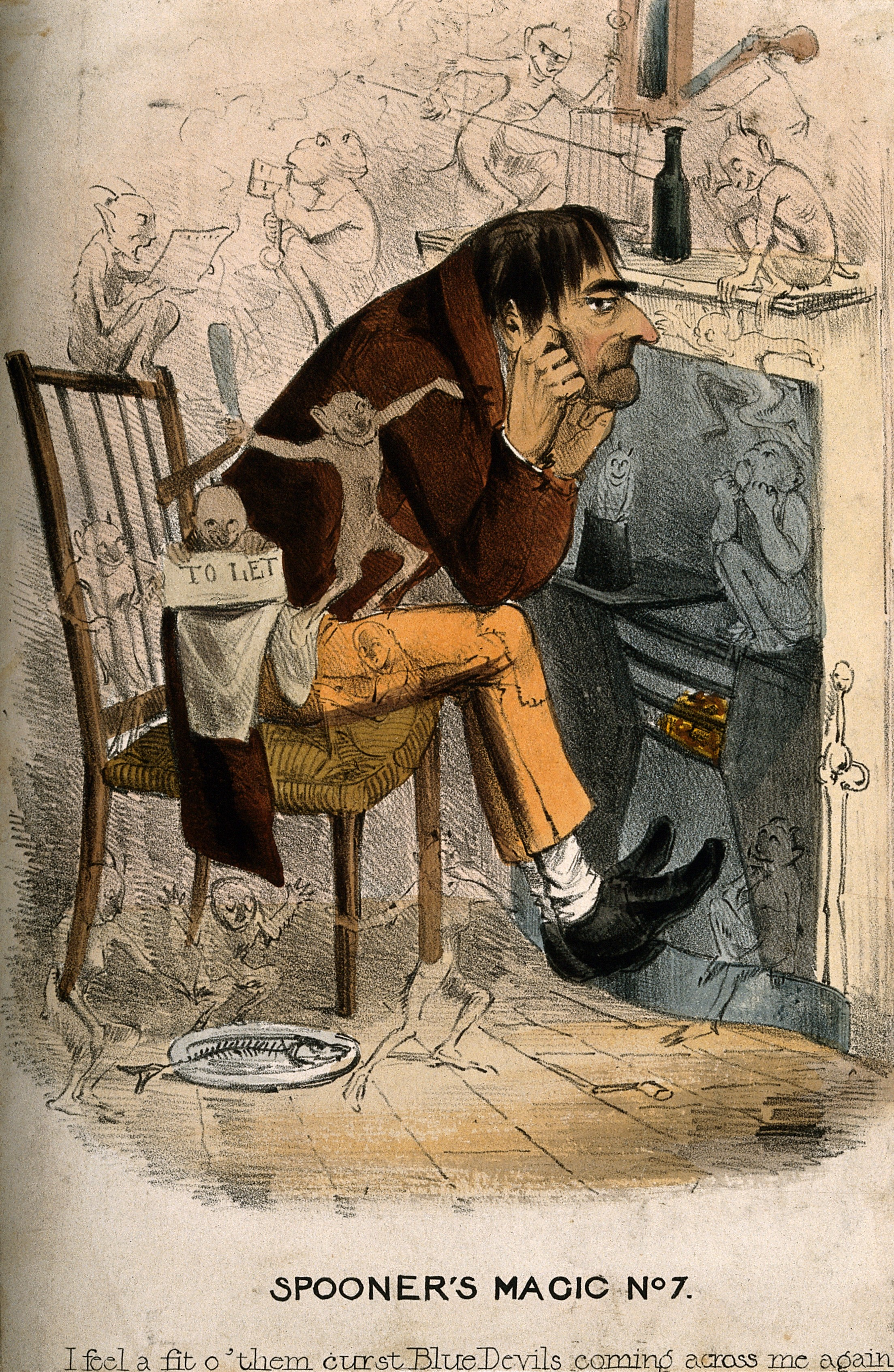
Caricatură istorică cu un om aflat la limita depresiei

Deși melancolie a rămas termenul dominant de diagnostic, depresie a intrat tot mai mult în uz în tratatele medicale și a devenit sinonim al primului termen la sfârșitul secolului; psihiatrul german Emil Kraepelin ar fi fost primul care l-a utilizat ca termen general, numind diferite tipuri de melancolie stări depresive.
Sigmund Freud a făcut legătură între starea de melancolie și doliu în articolul său din 1917 Doliul și melancolia. A teoretizat că pierderea obiectivă, cum este pierderea unei relații prețuite prin deces sau despărțite, are ca rezultat pierderea subiectivă de asemenea; individul depresiv s-a identificat cu obiectul afecțiunii printr-un proces inconștient, narcisist, numit catexie libidinală a egoului. O atare pierdere are ca rezultat simptome melancolice severe mai profunde decât doliul; nu doar că lumea exterioară este văzută negativ, dar egoul însuși este compromis. Declinul auto-percepției pacientului se arată a fi propria sa vină, inferioritate și nevrednicie. De asemenea, a subliniat că experiențele timpurii de viață pot fi un factor care predispune spre o atare stare. Adolf Meyer a pus în discuție un cadru biologic și social mixt punând accent pe reacții în contextul vieții unui individ și a argumentat că termenul depresie trebuie utilizat în loc de melancolie. Prima versiune a DSM (DSM-I, 1952) a conținut reacție depresivă, iar DSM-II (1968) - nevroză depresivă, definită ca reacție excesivă la un conflict intern sau un eveniment identificabil și a inclus de asemenea tipul depresiv al psihozei maniaco-depresive în rândul tulburărilor afective majore.
Pe la mijlocul secolului 20, cercetătorii au teoretizat că depresia este cauzată de o imbalanță chimică a neurotransmițătorilor din creier, teorie bazată pe observațiile făcute în anii 1950 cu privire la efectele reserpinei și izoniazidei în modificarea nivelurilor de neurotransmițători de monoamină și afectarea simptomelor depresive. Teoria imbalanței chimice n-a fost niciodată dovedită.
Termnul „unipolar” (împreună cu termenul înrudit „bipolar”) a fost conceput de neurologul și psihiatrul Karl Kleist și a fost ulterior utilizat de discipolii săi Edda Neele și Karl Leonhard.
Termenul Tulburare depresivă majoră a fost introdus în uz de un grup de clinicieni din SUA la mijlocul anilor 1970 ca parte a propunerilor pentru criterii de diagnostic pe baza tiparelor simptomelor și a fost încorporat în DSM-III în 1980. Pentru păstrarea consecvenței, ICD-10 a utilizat aceleași criterii, doar cu modificări minore, dar utilizând pragul de diagnostic al DSM pentru a marca un episod depresiv ușor și adăugând categorii pentru episoadele moderate și severe. Ideea antică de melancolie încă supraviețuiește în noțiunea unui subtip melancolic.
Noile definiții ale depresiei au fost acceptate pe scară largă, deși cu anumite constatări și viziuni contradictorii. Au persistat anumite argumente cu bază empirică pentru întoarcerea la diagnosticul de melancolie. A existat o critică a expansiunii acoperirii diagnosticului, legată de dezvoltarea și promovarea antidepresivelor și modelul biologic începând cu sfârșitul anilor 1950.

## Societate și cultură

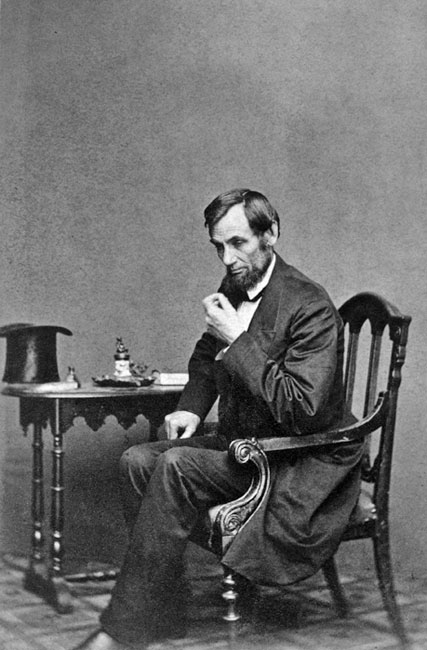
Al 16-lea președinte american, Abraham Lincoln a avut „melancolie”, condiție care acum poate fi numită depresie clinică.

### Terminologie
Termenul „depresie” este utilizat în diferite moduri. Adesea este utilizat în sensul de sindrom, dar se poate referi și la alte tulburări de dispoziție sau pur și simplu la dispoziția scăzută.  Modul în care oamenii conceptualizează depresia variază, atât în cadrul unei culturi cât și în funcție de cultură. „Din cauza lipsei siguranței științifice”, observa un comentator, „dezbaterea cu privire la depresie se întoarce spre chestiuni de limbaj. Cum o numim — «boală», «tulburare», «stare a minții» — afectează modul în care o vedem, diagnosticăm și tratăm.” Există diferențe culturale de la punctul că depresia este considerată o boală care necesită tratament personal profesionist sau un indiciu a altceva, precum nevoia de a discuta probleme sociale sau morale, rezultatul unui dezechilibru biologic sau oglindirea unor diferențe individuale în înțelegerea necazului ce poate întări simțirile de lipsă de putere și zbucium emoțional.
Diagnosticul este mai puțin obișnuit în anumite țări, precum China. Se afirmă că chinezii în mod tradițional neagă depresia emoțională (deși de la începutul anilor 1980, negarea chineză a depresiei s-a temperat). Pe de altă parte, unii ar putea spune că culturile occidentale încadrează anumite exprimări ale suferinței umane în statutul de tulburare. Profesorul australian Gordon Parker și alții susțin că conceptul occidental de depresie „medicalizează” tristețea sau suferința. Au existat de asemenea preocupări potrivit cărora DSM, precum și domeniul psihiatriei care îl întrebuințează, tind să reifice fenomene abstracte cum este depresia, care pot fi în fapt constructe sociale. Psihologul arhetipal american James Hillman scrie că depresia poate fi sănătoasă pentru suflet, în măsura în care „aduce refugiu, limitare, concentrare, seriozitate, pondere și vlagă umilă”. Hillman susține că încercările terapeutice de a elimina depresia imită tema creștină a învierii, dar au efectul regretabil de demonizare a unei stări sufletești de a fi.

### Stigmatizarea
Personalitățile istorice au fost adesea ezitante în a discuta despre sau a căuta tratament pentru depresie din cauza stigmatizării sociale legate de condiție sau din cauza ignoranței legată de diagnostic și tratament. Cu toate acestea, analiza sau interpretarea scrisorilor, jurnalelor, lucrărilor de artă, scrierilor sau afirmațiilor familiei și prietenilor anumitor personalități istorice au dus la prezumția că ar fi avut o formă de depresie. Printre persoanele care probabil că au avut depresie sunt autoarea engleză Mary Shelley, scriitorul britanic american Henry James, și președintele american Abraham Lincoln. Printre persoanele contemporane bine cunoscute care este posibil să aibă sau să fi avut depresie sunt compozitorul canadian Leonard Cohen și dramaturgul și romancierul american Tennessee Williams. Unii psihologi pionieri, precum americanii americanii William James și John B. Watson, s-au confruntat cu propria depresie.
Până în prezent a persistat discuția dacă tulburările neurologice și tulburările de dispoziție pot fi puse în legătură cu creativitatea, discuție care există din timpurile aristotelice. Literatura britanică dă multe exemple de reflecții despre depresie. Filozoful englez John Stuart Mill a experimantat o perioadă lungă de câteva luni de ceea ce numea „stare monotonă a nervilor”, când cineva este „nesusceptibil la bucurie sau excitație plăcută; una dintre acele stări de dispoziție când ceea ce este altădată plăcere, devine insipid și indiferent”. A citat din poezia „Deprimare” a poetului englez Samuel Taylor Coleridge ca o descriere perfectă a cazului: „O jale fără junghi, goală, neagră  și mohorâtă, / O jale moleșită, sufocantă, fără pasiune, / Care nu găsește ușurare sau alinare naturală / Într-un cuvânt, sau suspin, sau lacrimă.” Scriitorul englez Samuel Johnson a utilizat termenul „câinele negru” în anii 1780 pentru a- i descrie propria depresie, termen ce a fost ulterior popularizat de suferindul de depresie, fostul prim-ministru britanic Sir Winston Churchill.
Stigmatizarea socială a depresiei majore este răspândită, iar contactul cu serviciile de sănătate mintală o reduce doar puțin. Opiniile publice cu privire la tratament diferă semnificativ de cele ale profesioniștilor în sănătate; tratamentele alternative se consideră a fi mai de ajutor decât cele farmacologice, care sunt considerate inadecvate. În Regatul Unit, Colegiul Regal al Psihiatrilor și Colegiul Regal al Medicilor de Familie au dirijat o campanie comună de cinci ani de înfrângere a depresiei pentru a educa și reduce stigmatizarea din 1992 până în 1996; un studiu al companiei de cercetare Ipsos MORI realizat ulterior a constatat mici schimbări pozitive în atitudinea publicului față de depresie  și tratament.

## Vârstnicii
Depresia este întâlnită în special la cei vârsta de peste 65 de ani și crește în frecvență după această vârstă. În plus, riscul de depresie crește în relație cu fragilitatea individului. Depresia este unul dintre cei mai importanți factori care au impact negativ asupra calității vieții la adulți, precum și la vârstnici. La bătrâni, atât simptomele cât și tratamentul diferă de restul populației.
La fel ca în cazul multor alte boli, de cele mai multe ori la bătrâni nu sunt prezente simptomele clasice ale depresiei. Diagnosticul și tratamentul sunt mai complicate pentru că vârstnicii sunt adesea tratați simultan cu un număr de alte medicamente și adesea au alte boli simultane. Tratamentul diferă întrucât studiile făcute pe SSRI arată că acestea au efecte mai slabe și adesea inadecvate la vârstnici, în timp ce alte medicamente, precum duloxetina (un inhibitor de recaptare a serotoninei și noradrenalinei), care au efecte mai clare au de asemenea efecte adverse precum amețeală, uscăciune a gurii, diaree și constipație, care pot fi dificil de suportat de vârstnici.
Terapia de rezolvare a problemei este începând cu 2015 singura terapie psihologică cu efect demonstrat și poate fi asemuită unei forme mai simple de terapie cognitiv-comportamentală. Oricum, vârstnicilor cu depresie li se oferă rar vreun tratament psihologic, iar dovezi care să demonstreze eficiența altor tratamente sunt incomplete. Terapia electro-convulsivă (TEC) este folosită pentru vârstnici, iar studiile înregistrate sugerează că este eficientă, însă mai puțin eficientă decât în cazul restului populației. Riscurile legate de tratamentul depresiei la vârstnici în raport cu beneficiile nu sunt în întregime clare.

## Cercetări
Scanările IRM făcute pe pacienții cu depresie au descoperit un număr de diferențe în structura creierului în comparație cu cei care nu au depresie. Meta-analizele studiilor de neuroimagistică pentru cazurile de depresie majoră au raportat că, în comparație cu ceilalți oameni, pacienții depresivi au volume crescute ale ventriculelor laterale și ale glandei suprarenale și volume mai mici ale ganglionului bazal, talamusului, hipocampului și lobului frontal (aici sunt incluși cortexul orbitofrontal și gyrus rectus). Hiperintensitățile au fost asociate cu pacienții cu o vârstă târzie de declanșare a depresiei și au condus la dezvoltarea teoriei depresiei vasculare.
Cercetările caută să examineze efectele toxinelor botulinice asupra depresiei. Ideea este că această substanță este utilizată pentru a face persoana să arate mai puțin posacă și că aceasta oprește feedbackurile faciale negative de pe față. În orice caz, rezultatele din 2015 au arătat că efectele parțial pozitive care au fost observate până atunci ar putea fi cauzate de efecte placebo.
În 2018, US Food and Drug Administration (FDA) a aprobat Faza 2 a studiului care are scopul de a cerceta rolul psilocibinei în tratarea depresiei rezistene la tratament și a aprobat Breakthrough Therapy Designation.

### Modele animale
Printre modelele de depresie la animale care se dorește a fi studiate sunt modele iatrogenice de depresie (precum cele induse de droguri), teste de înot forțat, testul de suspendare a cozii și modelele de neajutorare învățată. Printre criteriile frecvent utilizate pentru evaluarea depresiei la animale sunt expresia de disperare, schimbări neurovegetative și anhedonia, multe alte criterii pentru depresie, precum vinovăția și comportamentul suicidar, fiind netestabile la animale.